# Oligia infima
Oligia infima là một loài bướm đêm trong họ Noctuidae.